# إجيديوس ديمشا
إجيديوس ديمشا (بالليتوانية: Egidijus Dimša)‏ مواليد 1 أبريل 1985 في كاوناس، هو لاعب كرة سلة ليتواني. بدأ مسيرته الاحترافية في سنة 2006. يحمل الرقم 21.

## المسيرة الاحترافية
لعب مع نادي أتلتاس لكرة السلة في موسم 2007–2008، ثم لعب مع نادي نفيجيس لكرة السلة من سنة 2009 إلى 2011، ثم لعب مع فورتيتودو بولونيا في الدوري الإيطالي في موسم 2011–2012، ثم لعب مع نادي تارتو لكرة السلة في موسم 2012–2013، ثم لعب مع نادي نبتونس لكرة السلة في موسم 2014–2015، ثم لعب مع نادي ليتكابليس لكرة السلة في سنة 2015.

## روابط خارجية
- إجيديوس ديمشا على موقع الدوري الأوروبي لكرة السلة (الإنجليزية)
- إجيديوس ديمشا على موقع كرة السلة الأوروبية.كوم (الإنجليزية)
- إجيديوس ديمشا على موقع ريلجم (الإنجليزية)
- إجيديوس ديمشا على موقع بروبوليرز (الإنجليزية)
- إجيديوس ديمشا على موقع سبورتس رفرنس (الإنجليزية)